# Cấu trúc tác động

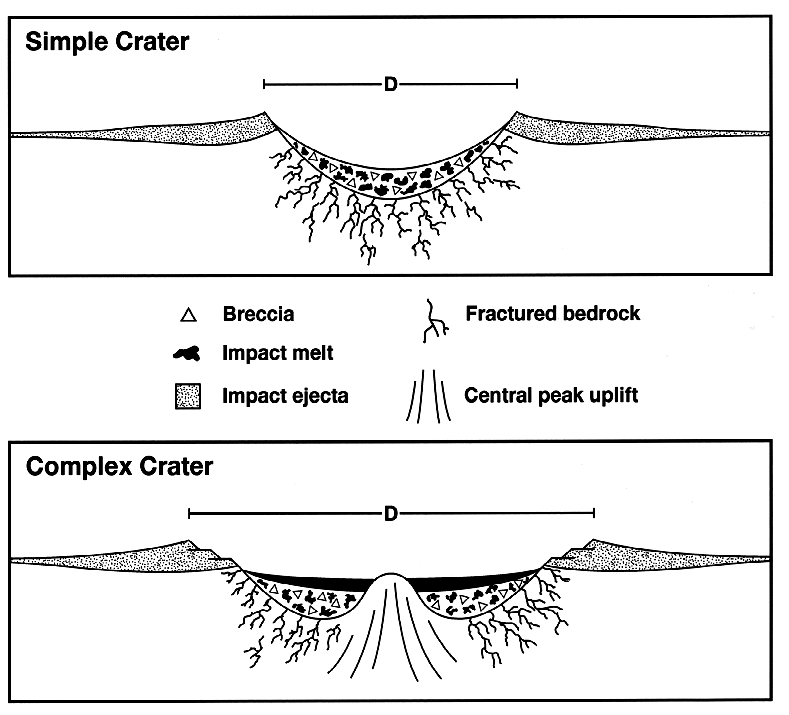
Cấu trúc miệng hố va chạm

Cấu trúc tác động là cấu trúc địa chất nói chung hoặc cấu trúc hình tròn của đá nền hoặc trầm tích bị biến dạng tạo ra do tác động trên bề mặt hành tinh bất kể giai đoạn xói mòn của cấu trúc. Ngược lại, miệng hố va chạm là biểu hiện bề mặt của cấu trúc tác động. Trong nhiều trường hợp, trên Trái Đất, miệng hố va chạm đã bị phá hủy do xói mòn chỉ để lại đá hoặc trầm tích biến dạng của cấu trúc va chạm phía sau. Đây là số phận của hầu hết các miệng hố va chạm cũ trên Trái Đất, không giống như các miệng hố va chạm nguyên sơ cổ đại được bảo tồn trên Mặt trăng và các vật thể đá không hoạt động địa chất khác với bề mặt cũ. trong Hệ mặt trời. Cấu trúc tác động đồng nghĩa với thuật ngữ astrobleme ít được sử dụng có nghĩa là "vết thương của ngôi sao".
Trong một cấu trúc tác động, các biểu hiện địa hình và nhìn thấy điển hình của một miệng hố va chạm không còn rõ ràng nữa. Bất kỳ mảnh thiên thạch nào có thể đã từng có mặt sẽ bị xói mòn từ lâu. Các cấu trúc tác động có thể được nhận ra ban đầu bởi đặc tính địa chất dị thường hoặc biểu hiện địa vật lý của chúng. Chúng vẫn có thể được xác nhận là cấu trúc tác động bởi sự hiện diện của khoáng chất bị sốc (thạch anh bị tác động đặc biệt), hình nón vỡ, bằng chứng địa hóa của vật liệu ngoài Trái Đất hoặc các phương pháp khác.